# 艾杜亞度·馬佩利·莫茨
艾杜亞度·亞歷山德羅·馬佩利·莫茨（英語：Edoardo Alessandro Mapelli Mozzi，1983年11月19日—），是來自英國倫敦的地產發展商和意大利貴族後裔。他是房地產開發與室內設計公司班達地產（Banda Property）的創始人兼行政總裁。2020年，他與約克公爵安德魯王子的長女、查理斯三世的姪女碧翠絲公主結婚。他與碧翠絲育有兩名女兒，並與建築師黃達拉在前一段關係中育有一子。

## 背景

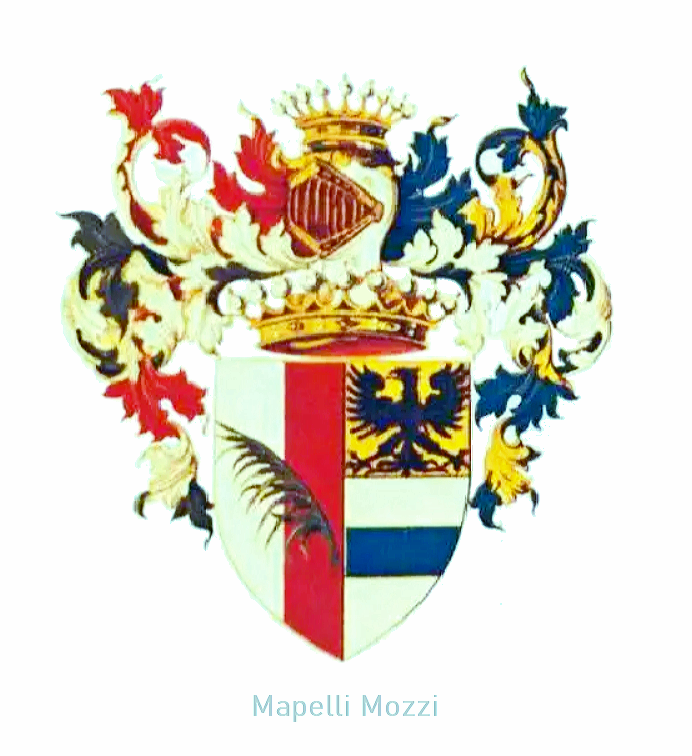
馬佩利·莫茨伯爵的紋章（1913年）

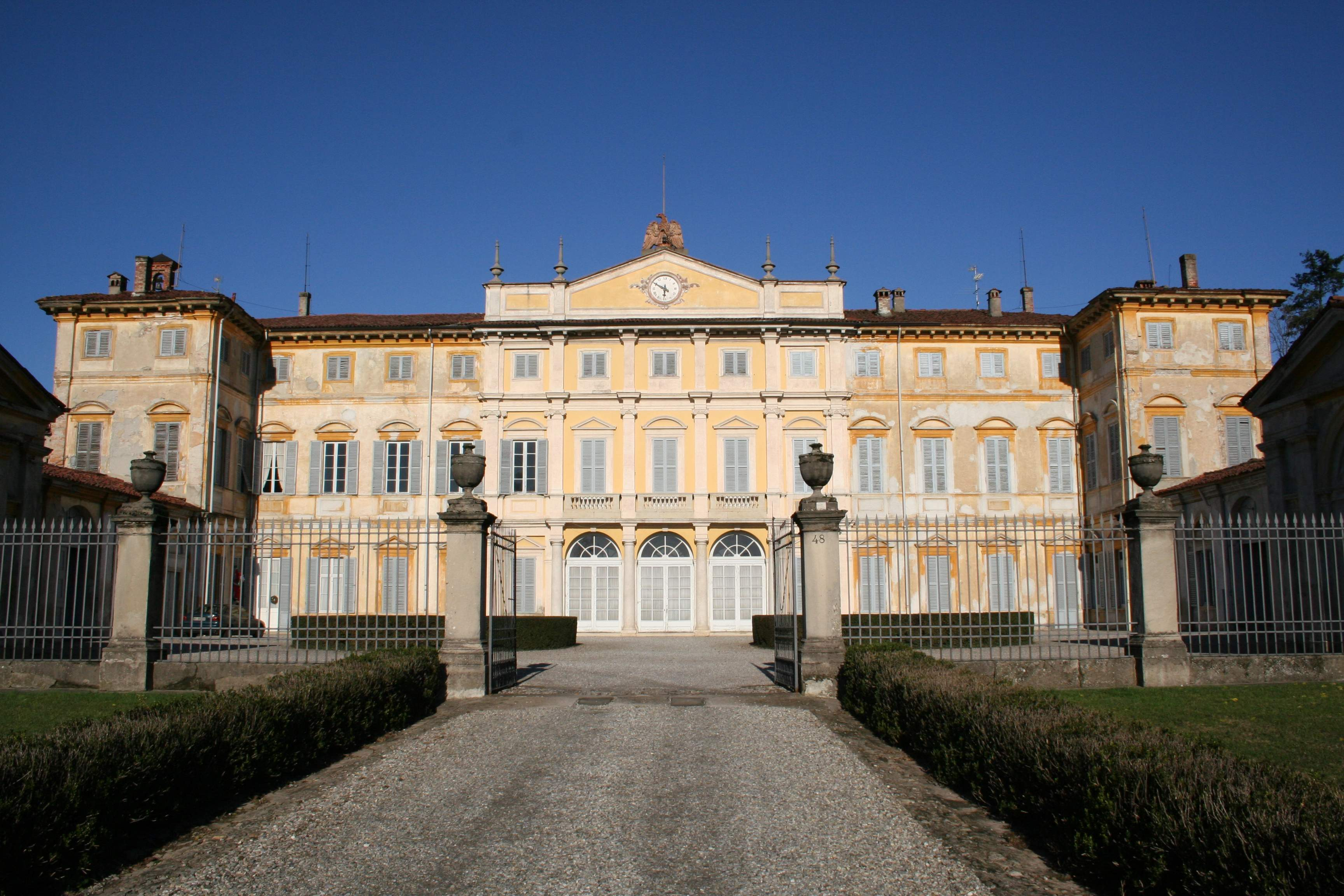
艾杜亞度家族位於意大利倫巴第大區的祖宅馬佩利·莫茨別墅

馬佩利·莫茨出生於波特蘭醫院，是亞歷克斯·馬佩利-莫茨的兒子。亞歷克斯是英國奧運選手，並出身於一個曾擁有貴族頭銜的意大利貴族家族，其家族祖宅是位於意大利貝加莫省的馬佩利·莫茨別墅。
英國廣播公司稱馬佩利·莫茨為伯爵。儘管意大利共和國不再正式承認貴族頭銜，但仍可作為禮節性頭銜使用。這一世襲的伯爵頭銜於1913年由維托里奧·埃馬努埃萊三世授予馬佩利·莫茨家族，特別是所有合法男性後裔，他們承襲了莫茨貴族家族的姓氏，該家族後來與馬佩利家族合併。
馬佩利·莫茨的母親是尼古拉·「尼基」·戴安娜·伯羅斯（Nicola "Nikki" Diana Burrows），她是商人兼自由黨政治家羅伯特·亞伯拉罕·伯羅斯爵士的孫女。尼古拉後來再婚，與商人兼保守黨政治家克里斯托弗·謝爾結婚。2017年，她第三次結婚，嫁給了雕塑家大衛·威廉姆斯-埃利斯。馬佩利·莫茨有一個姐姐娜塔莉亞·愛麗絲·約曼斯（Natalia Alice Yeomans，生於1981年），以及一個同母異父的弟弟阿爾伯馬爾·「阿爾比」·謝爾（Albemarle "Alby" Shale，生於1991年）。

## 職業生涯
馬佩利·莫茨就讀於牛津的龍學校，隨後進入牛津郡的拉德利公學，之後在愛丁堡大學取得政治學碩士學位。
23歲時，在家族支持下，他創立了房地產開發與室內設計公司「班達」（Banda），聲稱專注於開發倫敦「被低估」地區的住宅。此說法遭到Twitter和《福布斯》的房地產專家質疑，他們指出馬佩利·莫茨最新項目所在的諾丁山「根本沒有被低估」，並形容該區是「頂級豪宅目的地」。
馬佩利·莫茨擔任多家公司的董事，部分與其母親及姐夫托德·約曼斯（Tod Yeomans）共同經營。在2016年倫敦市長選舉前，他為《房產周刊》撰文，呼籲未來市長堅持推動倫敦市中心的重建計劃，並批評政客和郝爾彬。

### 板球帶來希望

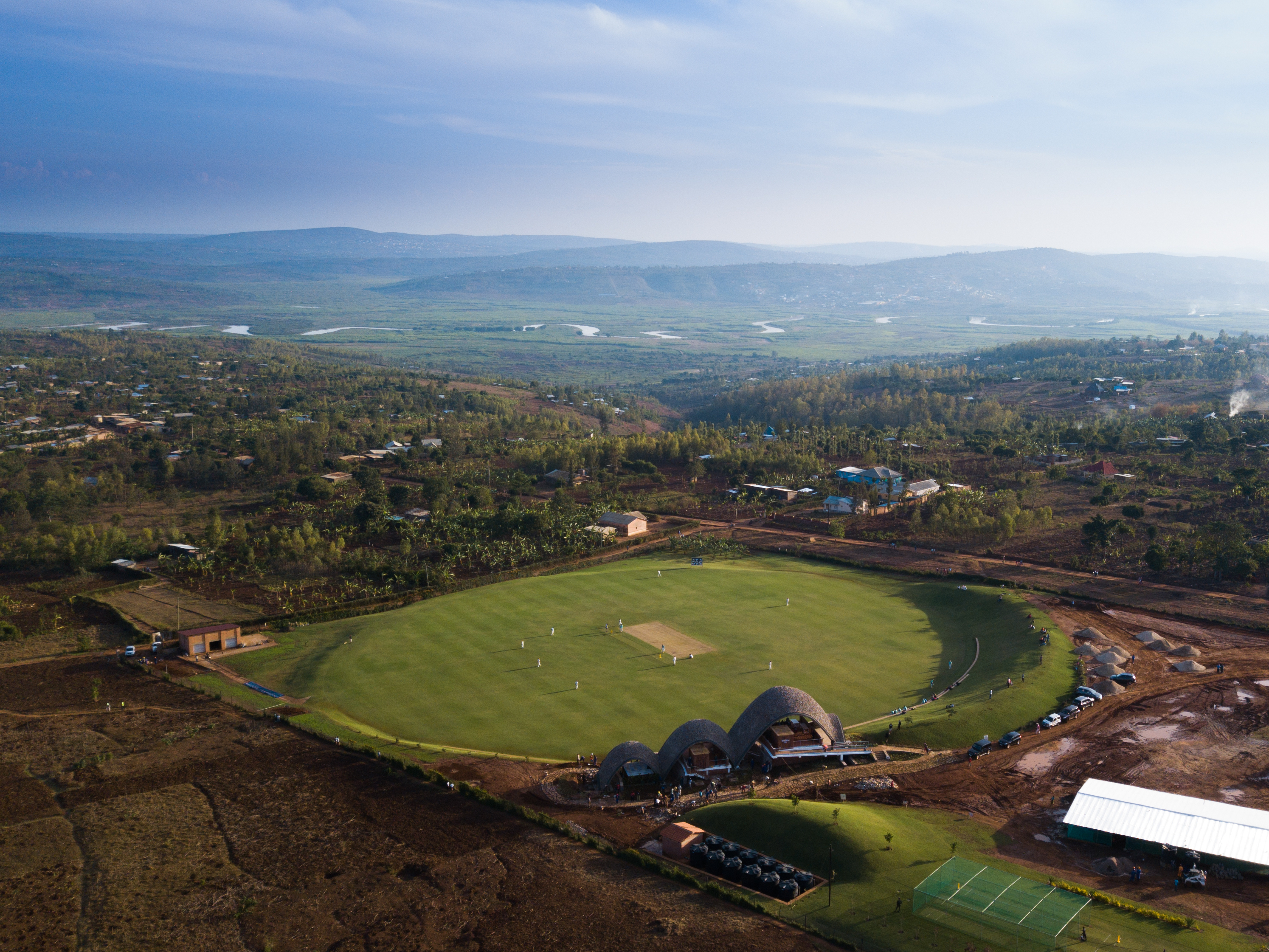
盧旺達板球場

馬佩利·莫茨是英國-盧旺達慈善組織「板球帶來希望」（Cricket Builds Hope）的聯合創始人，該組織旨在透過板球推動盧旺達的「社會正向改變」。它的前身為「盧旺達板球場基金會」（Rwanda Cricket Stadium Foundation），該慈善機構成立於2011年，旨在建造盧旺達首個天然草地球場，即現今的盧旺達板球場。馬佩利·莫茨的繼父克里斯托弗·謝爾——英國商人兼保守黨政治家——提出此慈善構想，但未及實現便去世。其家人與朋友隨後成立基金會；馬佩利·莫茨的同母異父弟弟阿爾伯馬爾·「阿爾比」·謝爾為信託委員會成員。該慈善機構有六位贊助人：喬納森·阿格紐、布萊恩·拉臘、希瑟·奈特、埃博妮·雷恩福德-布倫特、山姆·比林斯及馬卡亞·恩蒂尼。2012年，馬佩利·莫茨在倫敦參與「夜騎挑戰賽」，徹夜騎行100公里為「板球帶來希望」籌款。

## 個人生活
馬佩利·莫茨曾與美國建築師黃達拉訂婚，直至2018年。兩人育有一子名為克里斯多福·伍爾夫（Christopher Woolf），生於2016年。
2018年，馬佩利·莫茨開始與自幼相識的約克的碧翠絲公主交往。他的家族與碧翠絲的父母——約克公爵安德魯王子和約克公爵夫人莎拉——已保持數十年的密切友誼。
2019年3月，碧翠絲在馬佩利·莫茨陪同下出席倫敦國家肖像館的募款活動。在意大利求婚後，兩人於2019年9月26日宣布訂婚。據報導，馬佩利·莫茨與英國珠寶商肖恩·萊恩共同設計了訂婚戒指。
兩人原計劃於2020年5月29日在聖詹姆士宮的皇家禮拜堂舉行婚禮，但因2019冠狀病毒病疫情推遲。最終，他們於2020年7月17日在溫莎大公園的諸聖皇家禮拜堂舉行私人婚禮。
2021年9月18日，碧翠絲在切爾西與西敏醫院生下長女施安娜·伊利沙伯·馬佩利·莫茨。施安娜目前位列英國王位繼承順序第10位。次女雅典娜·伊利沙伯·羅斯·馬佩利·莫茨於2025年1月22日提前數週在切爾西與西敏醫院出生。雅典娜目前為第11順位繼承人。  
夫婦倆最初居住於聖詹姆士宮的四居室公寓，但據報導於2022年底搬至科茨沃爾德的莊園宅邸。在2021年8月的訪談中，碧翠絲透露馬佩利·莫茨與她同為閱讀障礙患者。
馬佩利·莫茨活躍於Twitter等社交媒體，曾發文反對海洋塑膠污染與日本捕鯨，並分享關於美國槍支管制的觀點。他過去曾批評英國政客和傑瑞米·柯賓，並在2016年美國總統選舉當晚使用標籤「#ImWithHer」表達對民主黨候選人希拉蕊·柯林頓的支持。

## 榮譽
馬佩利·莫茨在2022年2月6日獲頒伊利沙伯二世白金禧年紀念章。其後，他在2023年5月6日獲頒查理斯三世加冕獎章。

## 外部連結
- 艾杜亞度·馬佩利·莫茨的Instagram帳戶